# 승부역
승부역(Seungbu station, 承富驛)은 경상북도 봉화군 석포면 승부리에 위치한 영동선의 철도역이다.
역 인근에 작은 마을이 있을 뿐 주변에는 아무것도 없어 역 이용객은 사실상 전무했으나, 1999년 환상선 눈꽃순환열차가 운행되기 시작하면서 자동차로는 접근할 수 없는 대한민국에서 최고의 오지역이라는 이름으로 인기를 끌어 신호장에서 보통역으로 다시 승격되었으나 2021년 무인역으로 격하되었다.
현재 영동선을 운행하는 모든 여객열차가 정차한다.
승부역은 역무원이 상주하지 않는 무인역으로 열차 내에서 표를 발권 해야 한다.

## 역명 유래
옛날 전쟁이 났을 때 승부(勝負)가 난 마을이라 하여 붙은 승부마을의 이름을 땄다. 지금은 ‘부를 잇는다’(承富)는 한자를 사용하는데, 일설에는 옛날 이곳이 다른 마을보다 잘 살았고 부자 마을이라고 해서 불리게 된 이름 한다.

## 연혁
- 1956년 1월 1일 : 강원도 울진군 서면 전곡리에서 영암선 개통에 따라 보통역으로 영업 개시[2]
- 1957년 7월 17일 : 역사 신축 준공
- 1977년 5월 1일 : 화물 취급 중지[3]
- 1983년 2월 15일 : 행정구역 개편에 따라 울진군 서면 전곡리에서 봉화군 석포면 승부리로 편입[4][5]
- 1994년 1월 1일 : 소화물 취급 중지[6]
- 1996년 9월 17일 : 현재의 역사 준공
- 1997년 10월 15일 : 배치간이역으로 격하[7]
- 1998년 12월 13일 : 환상선 눈꽃순환열차 운행 개시
- 2001년 9월 8일 : 신호장으로 격하[8]
- 2004년 12월 10일 : 보통역으로 승격[9]
- 2013년 2월 21일 : 영암선 개통 기념비가 등록문화재 제 540호로 지정됨
- 2013년 4월 12일 : 중부내륙순환열차, 백두대간협곡열차 운행 개시
- 2020년 2월 3일 : 중부내륙순환열차 운행 중지
- 2020년 8월 19일 : 동해산타열차 운행 개시
- 2021년 1월 1일 : 무인역으로 격하

## 역 정보
오지에 있다고 알려진 역 답게 주변 지형이 매우 험해 자동차로도 접근할 수 없다는 이야기가 있지만, 춘양면에서 5일장이 서는 5일마다 1회씩 석포면사무소까지 가는 마을버스가 다닌다. 석포면 방면으로만 도로가 나 있다.
역무실에서 한국철도 100주년 기념 스탬프를 날인할 수 있다. 승강장에 전시된 수동핸드카는 한국철도공사 선정 철도기념물로 지정되었다. 역 구내에는 다음과 같은 시가 바위에 새겨져 있다.

승부역은
하늘도 세평이요
꽃밭도 세평이나
영동의 심장이요
수송의 동맥이다

### 승강장
| ↑석포     |
| \| 2 1 \| |
| 양원↓     |

| 1 | 영동선 | 무궁화호 누리로 동해산타열차 | 부전▪동대구▪영주▪동해▪강릉 방면 |
| 2 | 영동선 | 무궁화호 누리로 동해산타열차 | 부전▪동대구▪영주▪동해▪강릉 방면 |
| 3 | 영동선 | 백두대간협곡열차             | 영주▪분천▪철암방면              |

## 사진

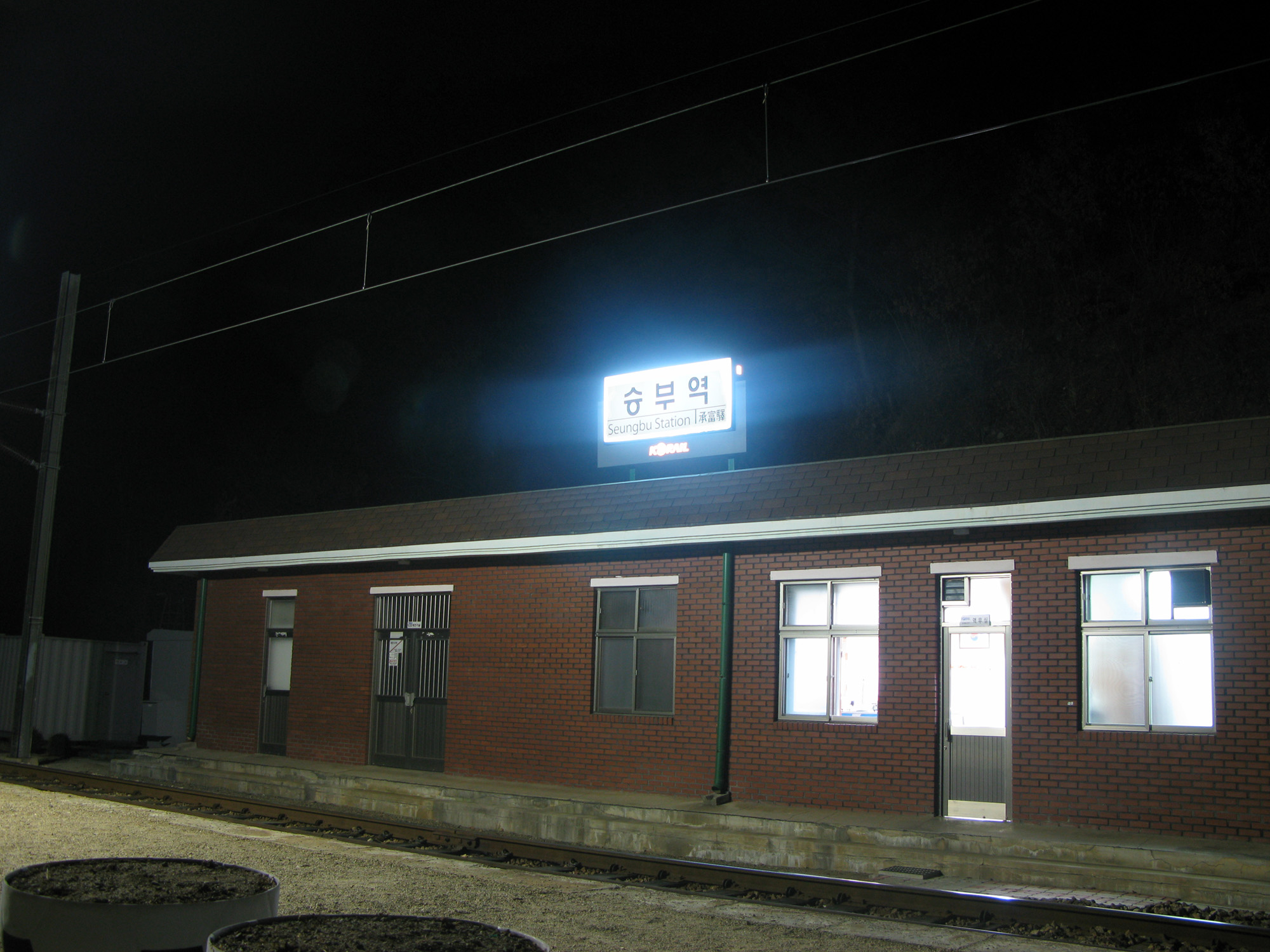
야경
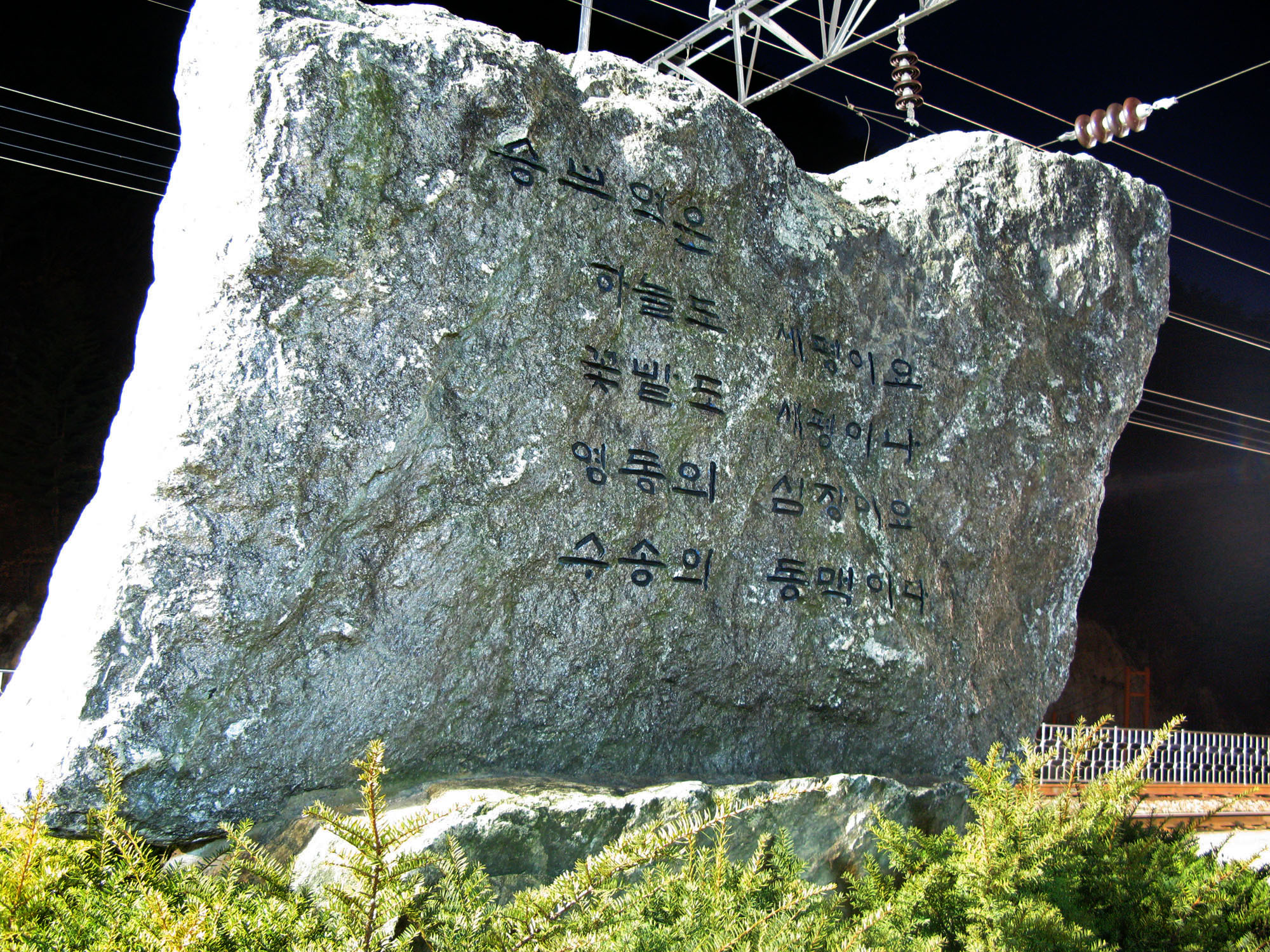
승부역 시비
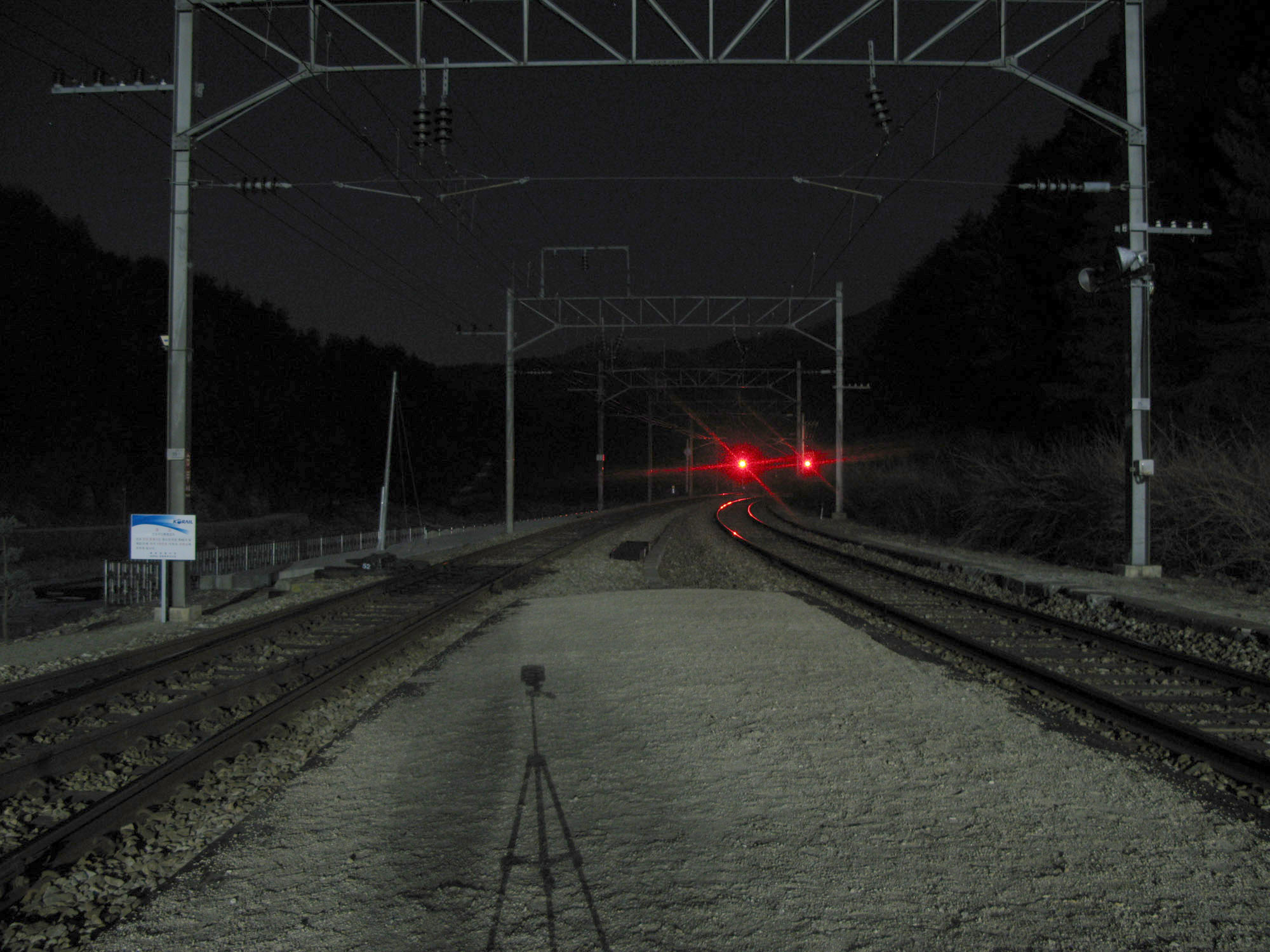
철암, 동해 방향
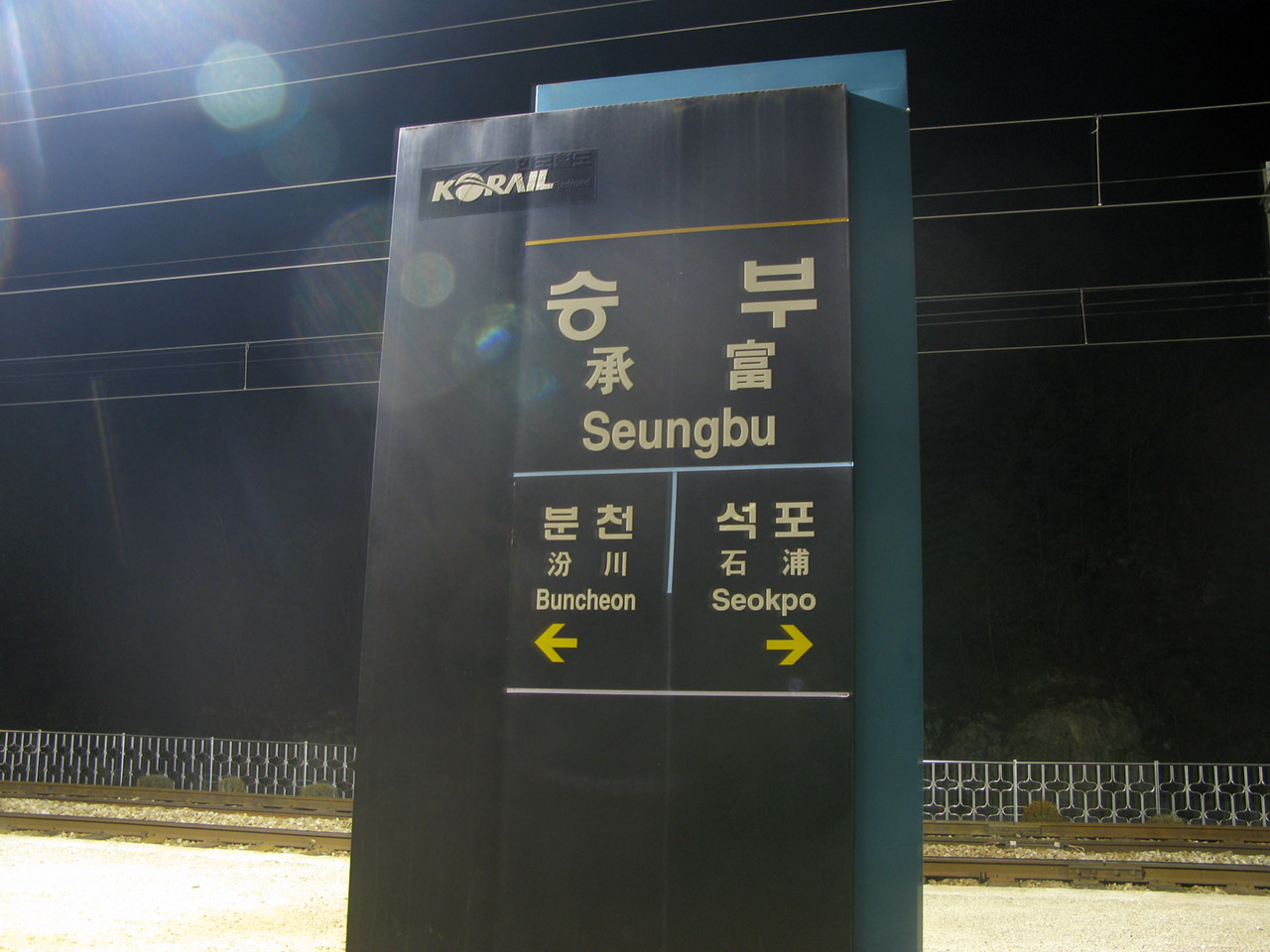
역명판
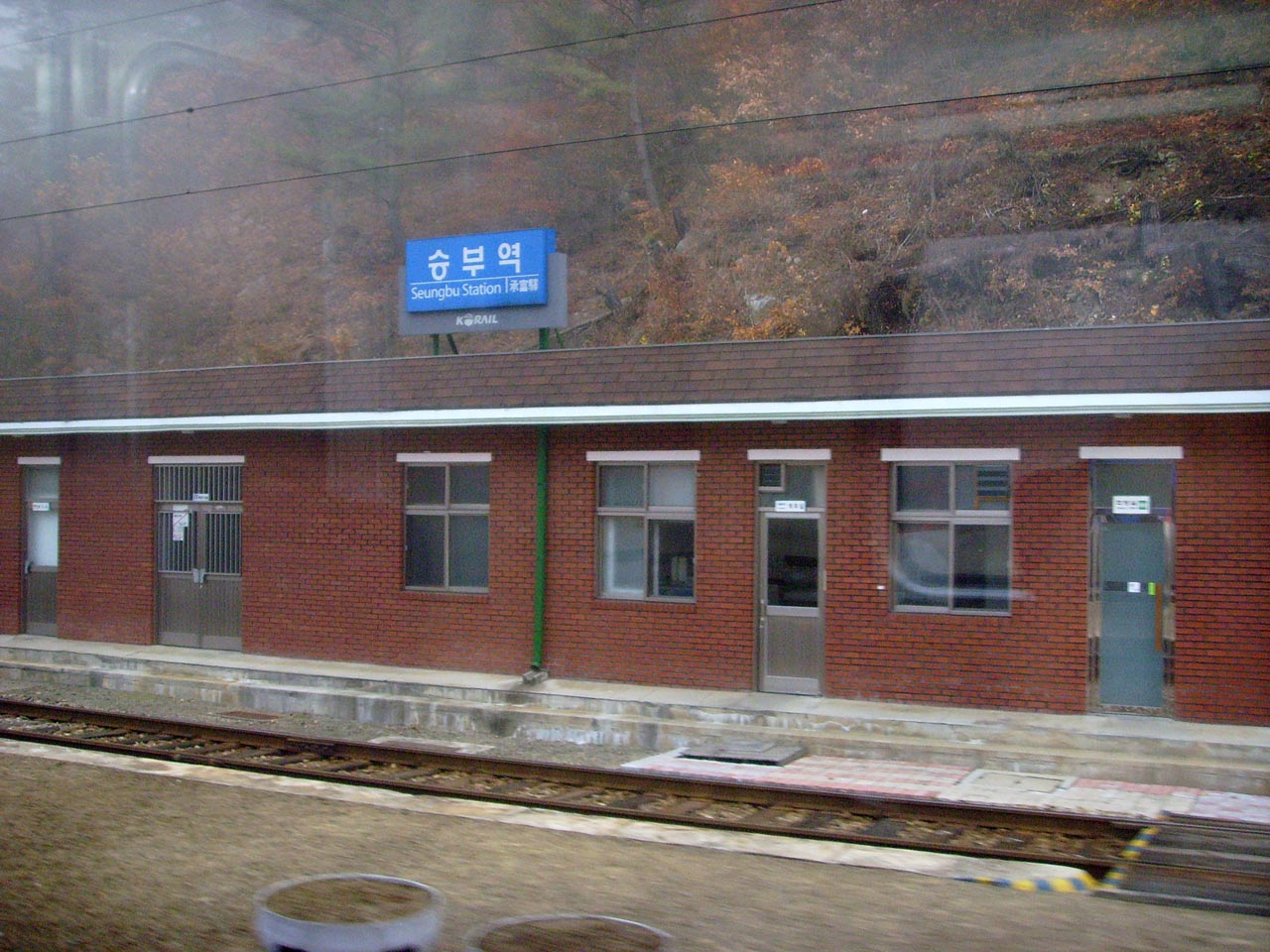
2007년 11월 10일 역사

## 인접한 역
| 영동선                | 영동선           | 영동선         |
| --------------------- | ---------------- | -------------- |
| 양원 영주 방면        | 무궁화호 영동선  | 석포 동해 방면 |
| 양원 부전·동대구 방면 | 무궁화 영동선    | 석포 동해 방면 |
| 양원 영주 방면        | 백두대간협곡열차 | 철암 방면      |
| 양원 분천 방면        | 동해산타열차     | 석포 강릉방면  |

## 관련 작품
환상선 눈꽃열차가 지나는 역을 배경으로 하는 김범선(본명 김봉훈) 작 소설, 《환상선(幻想線) 눈꽃열차》(2003)의 마지막 장으로 승부역이 등장한다.